# سیاکش
سیاه‌کش یا سیاکش (به لاتین: Siyakeş) یک منطقه مسکونی در جمهوری آذربایجان است که در شهرستان آستارا و در دهیاری شغال‌زوزه واقع شده‌است.

## ریشه واژه
سیا یا سیو در زبان تالشی هم‌معنی سیاه در زبان فارسی است و کَش یعنی جوی آبی که از چشمه‌ای جاری است و سیاکش یعنی جوی سیاه‌رنگ.